# Округ Клеј (Ајова)
Округ Клеј (енгл. Clay County) је округ у америчкој савезној држави Ајова.

## Демографија
По попису из 2010. године број становника је 16.667, што је 705 (-4,1%) становника мање 2000. године.
| Група             | 2000.          | 2010.          |
| Белци             | 16.902 (97,3%) | 15.843 (95,1%) |
| Афроамериканци    | 30 (0,2%)      | 69 (0,4%)      |
| Азијати           | 142 (0,8%)     | 99 (0,6%)      |
| Хиспаноамериканци | 196 (1,1%)     | 477 (2,9%)     |
| Укупно            | 17.372         | 16.667         |